# رزوان رت
رَزوان دینکا رَت (رومانیایی: Răzvan Dincă Raț؛ زادهٔ ۲۶ مهٔ ۱۹۸۱) بازیکن فوتبال اهل رومانی است.
از باشگاه‌هایی که در آن بازی کرده‌است می‌توان به راپید بخارست، شاختار دونتسک، وستهام یونایتد، رایو وایکانو و پائوک اشاره کرد.
وی همچنین در تیم ملی فوتبال رومانی بازی کرده‌است.